# Templo de Deméter
O Templo de Deméter foi um templo construído na cidade de Elêusis, na Grécia perto de Atenas, para a deusa Deméter para conter a sua fúria contra os homens e deuses em razão do rapto de sua filha Perséfone por Hades, consentido por Zeus que era seu pai.

## Fonte
- WRIGHT, Dudley. Os Ritos e Mistérios de ELÊUSIS. São Paulo: Madras Editora. 2004. (ISBN 85-7374-757-9).